# Aposentador mayor de palacio

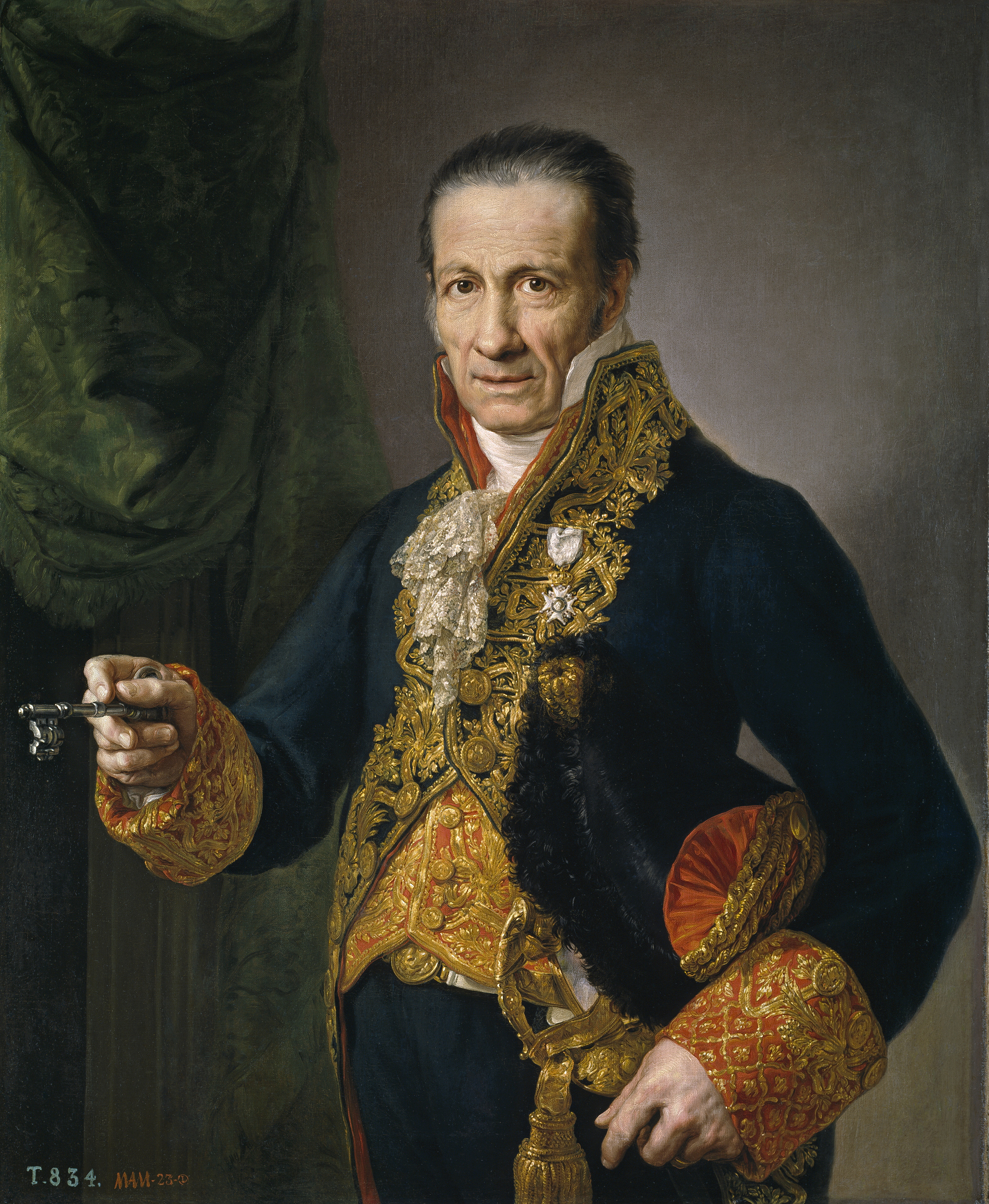
Retrato de Luis Veldrof que fue aposentador mayor y conserje del Real Palacio (Vicente López Portaña, Museo del Prado)

Los aposentadores mayores eran cargos de palacio dedicados a dar aposento a quienes habitaban en él.
Algunos días antes de que el rey y su corte partiera de donde estaba, partía el aposentador mayor y los aposentadores menores para la ciudad o villa adonde había de ir el rey y con ellos, dos o tres alguaciles y presentaban en el regimiento o cabildo de la ciudad una cédula real en que se les daba noticia por el rey de su venida. Una vez obedecida, elegía el cabildo un regidor para que con los aposentadores entendiera en el aposento para que mejor se hiciera y se guardaran las preeminencias de las iglesias, monasterios y hospitales y a las viudas, pobres y personas que debían ser relevadas y exentas en todo o en parte. Para ello, el tal regidor, como natural del pueblo, sabía avisar y advertir para que el aposento se hiciera con mejor comodidad y orden. Y empadronaba el pueblo casa por casa, por parroquias para que no se pudieran hurtar posadas y se evitaran otros fraudes y para que los pobres fueran mejor tratados. 
Otros aposentadores inferiores quedaban con las personas reales e iban de camino haciendo el aposento jornada por jornada duplicados, para que mejor se hiciera, donde a cada cual le cupiere de aposentar.